# Calocheiridius termitophilus
Calocheiridius termitophilus är en spindeldjursart som beskrevs av Beier 1964. Calocheiridius termitophilus ingår i släktet Calocheiridius och familjen Olpiidae. Inga underarter finns listade.